# Геннепін (Іллінойс)
Геннепін (англ. Hennepin) — селище (англ. village) в США, в окрузі Патнем штату Іллінойс. Населення — 769 осіб (2020).

## Географія
Геннепін розташований за координатами 41°14′49″ пн. ш. 89°18′50″ зх. д. / 41.24694° пн. ш. 89.31389° зх. д. (41.246894, -89.313965).  За даними Бюро перепису населення США в 2010 році селище мало площу 14,57 км², з яких 13,63 км² — суходіл та 0,95 км² — водойми.

## Демографія
Згідно з переписом 2010 року, у селищі мешкало 757 осіб у 326 домогосподарствах у складі 218 родин. Густота населення становила 52 особи/км².  Було 365 помешкань (25/км²).
Расовий склад населення:
| - 97,4 % — білих - 0,3 % — азіатів - 0,1 % — чорних або афроамериканців |

До двох чи більше рас належало 1,6 %. Частка іспаномовних становила 4,2 % від усіх жителів.
За віковим діапазоном населення розподілялося таким чином: 23,6 % — особи молодші 18 років, 57,0 % — особи у віці 18—64 років, 19,4 % — особи у віці 65 років та старші. Медіана віку мешканця становила 43,4 року. На 100 осіб жіночої статі у селищі припадало 98,7 чоловіків;  на 100 жінок у віці від 18 років та старших — 98,6 чоловіків також старших 18 років.
Середній дохід на одне домашнє господарство  становив 65 009 доларів США (медіана — 61 042), а середній дохід на одну сім'ю — 77 941 долар (медіана — 75 893). Медіана доходів становила 65 000 доларів для чоловіків та 41 607 доларів для жінок. За межею бідності перебувало 10,6 % осіб, у тому числі 14,4 % дітей у віці до 18 років та 2,8 % осіб у віці 65 років та старших.
Цивільне працевлаштоване населення становило 429 осіб. Основні галузі зайнятості: освіта, охорона здоров'я та соціальна допомога — 18,4 %, транспорт — 16,6 %, виробництво — 14,7 %.